# Saga Eyrbyggja
La Saga Eyrbyggja es una de las sagas islandesas. Su nombre significa saga de los habitantes de Eyrr, que es una granja de Snæfellsnes en Islandia. El nombre no es del todo preciso ya que también trata de los clanes de Þórsnes y Álftafjörður, en algunas transcripciones aparece como Saga Þórsnesinga, Eyrbyggja ok Álftfirðinga (Saga de los habitantes de Þórsnes, Eyr y Álftafjörðr) lo que implica unos lazos estrechos entre las familias de Snæfellsnes.
El personaje central que debió darle el nombre a la saga es Snorri Þorgrímsson, más conocido como Snorri goði y se centra en disputas que lo involucraron contra su rival Arnkell Goði, en un conflicto que involucra a familiares de Snorri, los Þorbrandsson. Snorri no se parece a los clásicos héroes de otras sagas y si bien la Eyrbyggja es innovadora respecto a otras sagas clásicas, y se nota que fue un trabajo planeado en cuanto a la relación de los episiodios, en lo que refiere al resultado lógico de su trama es un tanto incoherente.
La saga comienza en la época de los primeros asentamientos en Islandia, pero muchos de los eventos, como las aventuras de Styrbjörn el Fuerte, ocurren hacia finales del siglo X y principios del XI. Aunque no se la pueda comparar a nivel literario con las sagas de Egil, Njál y Laxdæla, la Eyrbyggja es un relato interesante. Hay evidencia interna de que el autor conocía la Laxdæla y la de Egil, y que fue escrita tardíamente en la historia de la escritura de estas sagas. Sin embargo su particular interés consiste en que traza la genealogía de algunas familias clave en la colonización de Islandia en lugar de centrarse en un único personaje como protagonista.
Tiene cierta credibilidad histórica con la excepción de algunos eventos sobrenaturales tales como el encantamiento de Fróðá y es valiosa porque su autor a pesar de mostrarse claramente cristiano, muestra gran interés por las prácticas paganas. Los encantamientos ocurren luego de la muerte de una völva, y consisten principalmente en visiones de animales elevándose a través del suelo y hombres muertos que ingresan a la casa a entibiarse con el fuego. De todas formas, es la que tiene mayor fiabilidad histórica de todas las sagas en un periodo de tránsito (884-1031) entre la Islandia vikinga y una nueva incipiente civilización medieval más estructurada, acaba con el advenimiento del cristianismo. La saga incluye varias referencias a la colonización de Groenlandia y una mención a Vinland.
La saga se cree que fue escrita a mediados del siglo XIII ha sobrevivido en un manuscrito del siglo XVII que es una copia de un pergamino perdido llamado "Vatnshyrna". A su vez se han conservado fragmentos en cuatro manuscritos, AM 162 fol. E del siglo XIII, el manuscrito de Wolfenbüttel, del siglo XIV, el Melabók del siglo XV y AM 309 4.º escrito en 1498.